# サファイア・ブルー
「サファイア・ブルー」は、 1985年8月25日に発売された郷ひろみ55作目のシングル。

## 解説
井上陽水の1980年発売アルバム『EVERY NIGHT』収録「WINTER WIND」の歌詞違いカヴァー。オリコンではBEST50入りにとどまり、セールスも伸び悩んだ。

## 収録曲
全曲　編曲：大村雅朗
1. サファイア・ブルー
  - 作詞：松本隆／作曲：井上陽水
2. I Love Youの香り
  - 作詞：松井五郎／作曲：大村雅朗